# Stenopus
Genre
Stenopus est un genre de crevettes nettoyeuses (crustacés décapodes) de la famille des Stenopodidae.

## Liste des espèces
Selon World Register of Marine Species (18 février 2015) :
- Stenopus chrysexanthus Goy, 1992
- Stenopus cyanoscelis Goy, 1984
- Stenopus devaneyi Goy, 1984
- Stenopus earlei Goy, 1984
- Stenopus goyi Saito, Okuno & Chan, 2009
- Stenopus hispidus (Olivier, 1811)
- Stenopus pyrsonotus Goy & Devaney, 1980
- Stenopus scutellatus Rankin, 1898
- Stenopus spinosus Risso, 1827
- Stenopus tenuirostris de Man, 1888
- Stenopus zanzibaricus Bruce, 1976

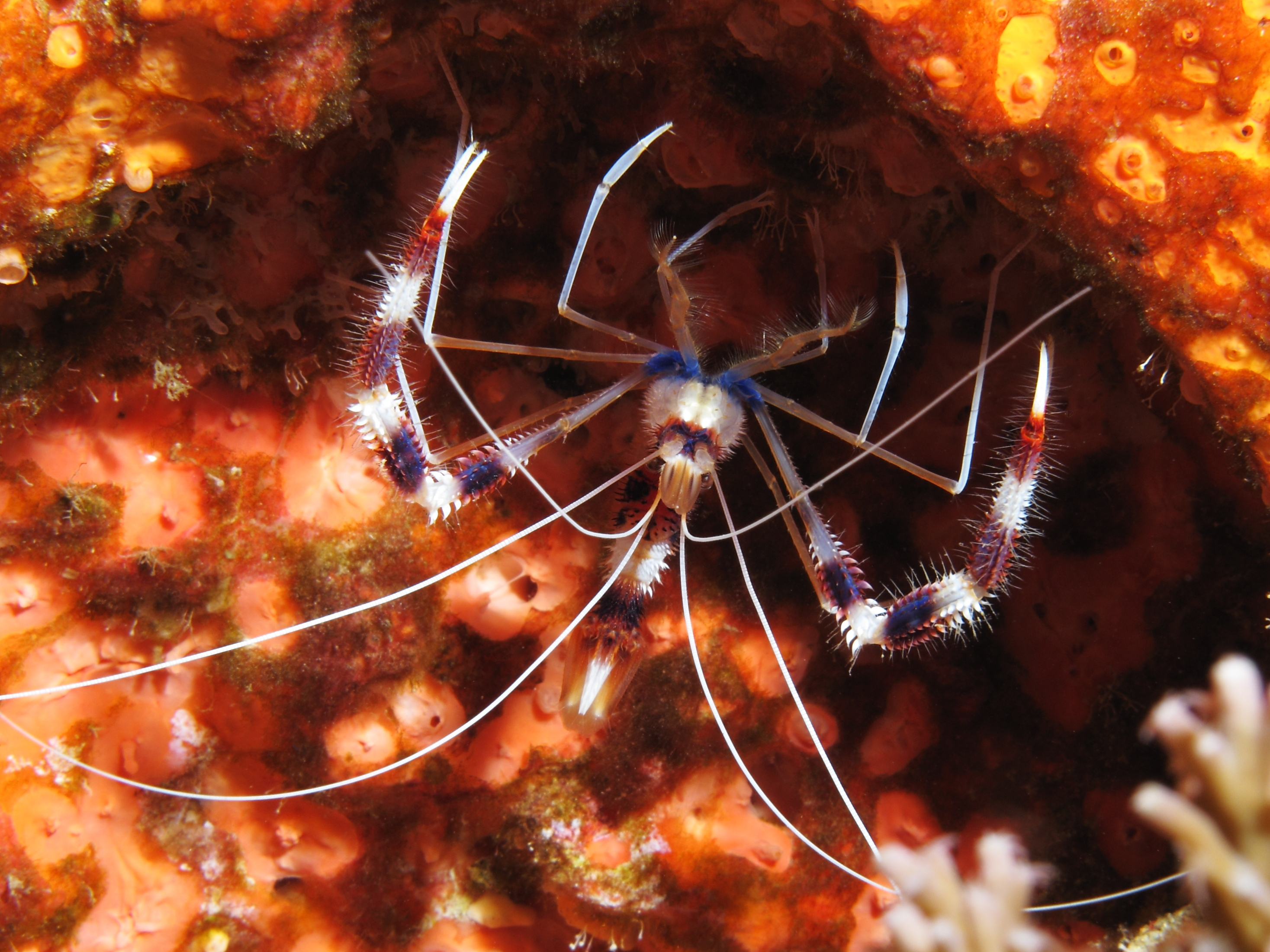
Stenopus hispidus
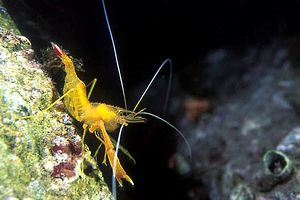
Stenopus spinosus